# Événements politiques de 1988 en Birmanie
Les événements politiques de 1988 en Birmanie sont un ensemble de manifestations pacifiques demandant l'établissement de la démocratie qui culminent le 8 août 1988 (d'où leur surnom de soulèvement 8888). Ces évènements, provoqués par une économie birmane en net déclin, commencent par des manifestations étudiantes à Rangoun dès le mois de mars. L'indignation populaire devant leur répression et des dissensions au sein des forces armées débouchent sur la démission de l'homme fort du régime, le général Ne Win, le 23 juillet.
Le mouvement se termine dans le sang le 18 septembre après un coup d'État militaire établissant la junte militaire du Conseil d'État pour la restauration de la loi et de l'ordre. Des milliers de civils sont tués par les militaires (3 000 selon certaines sources).

## Contexte

### Situation économique
La Birmanie était gouvernée par le régime répressif et isolationniste du général Ne Win depuis 1962. Sa dette publique était de 3,5 milliards de dollars et ses réserves de devises entre 20 et 35 millions, le service de la dette représentant 50 % du budget de l'État. Les problèmes économiques et la lutte contre les insurrections ethniques nécessitaient un appel constant aux marchés internationaux.
Le 5 septembre 1987, Ne Win annonça la suppression des billets de 100, 75, 35 et 25 kyats, ne laissant en circulation que ceux de 45 et 90 kyats, apparemment parce qu'ils étaient divisibles par 9, chiffre considéré comme auspicieux par Ne Win. Les étudiants furent particulièrement mécontents, cette mesure faisant disparaître toutes les économies, notamment celles destinées à leurs frais de scolarité. Ceux de l'Institut de technologie de Rangoon (RIT) déclenchèrent une émeute en ville, détruisant les vitrines et les feux de signalisation le long d'Insein Road. Les universités de Rangoon fermèrent et renvoyèrent les étudiants chez eux. Pendant ce temps, de plus grandes manifestations, comprenant des moines et des ouvriers, se produisirent à Mandalay, où furent brûlés des bâtiments gouvernementaux et des entreprises d'État. Les médias officiels birmans restèrent discrets à ce sujet, mais l'information se répandit rapidement parmi les étudiants.
À la réouverture des établissements, vers la fin du mois d'octobre, des groupes clandestins de Rangoon et de Mandalay émirent des tracts et même posèrent des bombes en novembre. La police reçut ensuite des lettres de menaces de ces groupes, qui organisèrent de petites manifestations autour des campus universitaires. Après avoir obtenu le statut de nation moins avancée auprès du Conseil économique et social des Nations unies en décembre 1987, l'ordre du gouvernement aux agriculteurs de vendre leurs produits en dessous du prix du marché pour augmenter ses propres recettes provoqua plusieurs violentes manifestations rurales. Ces manifestations furent encouragées par des lettres ouvertes à Ne Win du général de brigade Aung Gyi publiées en juillet 1987, où il lui rappelle les émeutes du riz de 1967 et condamne le manque de réformes économiques, décrivant l'état de la Birmanie comme « une plaisanterie » par rapport à celui des autres nations d'Asie du Sud-Est. Aung Gyi fut plus tard arrêté,.

### Premières manifestations pro-démocratiques
Le 12 mars 1988, des étudiants de l'Institut de technologie de Rangoon (RIT) se battirent avec d'autres jeunes pour des questions de musique dans une maison de thé,. Un des jeunes, fils d'un responsable du Parti du programme socialiste birman (BSPP) au pouvoir, fut arrêté pour avoir blessé un étudiant, puis relâché. Les étudiants protestèrent devant un poste de police local, où se trouvaient 500 policiers anti-émeute, et dans les affrontements qui suivirent, l'un eux, Phone Maw, fut tué par balles. L'incident provoqua la colère des groupes pro-démocratiques et le lendemain les étudiants se rassemblèrent au RIT, puis sur d'autres campus. Beaucoup d'étudiants qui n'avaient encore jamais manifesté commencèrent à se percevoir comme des activistes. Le ressentiment à l'égard du régime militaire allait croissant, et il n'existait aucun canal pour prendre en compte ce mécontentement, encore augmenté par la brutalité policière, l'incurie économique et la corruption au sein du gouvernement.
À la mi-mars, plusieurs manifestations avaient eu lieu, et des dissensions étaient apparues ouvertement au sein des forces armées. Plusieurs manifestations avaient été dispersées avec des grenades de gaz lacrymogène. Le 16 mars à Rangoon, des étudiants demandant l'instauration du multipartisme marchaient vers des soldats près du lac Inya, lorsqu'ils furent attaqués par derrière par la police anti-émeute, qui en battit certains à mort et en viola d'autres. Plusieurs étudiants ont rapporté avoir entendu la police crier « Ne les laissez pas s'échapper ! » et « Tuez-les ! ». Des récits de cet événement, dont certains s'avérèrent plus tard faux, circulèrent rapidement et provoquèrent un large soutien populaire au mouvement. Le mécontentement au sujet des politiques économiques et de l'oppression gouvernementale suscita des manifestations pro-démocratiques dans tout le pays.

### Démission de Ne Win
Après ces manifestations, les autorités annoncèrent la fermeture des universités pour plusieurs mois. En juin 1988, les grandes manifestations des étudiants et de leurs sympathisants étaient devenues quotidiennes. De nombreux étudiants, sympathisants et policiers anti-émeute moururent au cours du mois dans toute la Birmanie. Des désordres publics à grande échelle eurent lieu à Pégou, Mandalay, Tavoy, Taungû, Sittwe, Pakokku, Mergui, Minbu et Myitkyina. Des foules de manifestants demandèrent l'instauration d'une démocratie et le multi-partisme, ce qui entraîna la démission de Ne Win le 23 juillet 1988. Dans un discours menaçant, celui-ci déclara : « quand l'armée tire, elle tire pour tuer. » Il promit le multipartisme, mais désigna pour lui succéder le général Sein Lwin, surnommé depuis 1962 le « boucher de Rangoon »,.

## Manifestations principales

### Du1erau7 août
Les manifestations culminèrent en août 1988. Les étudiants préparèrent une action nationale le 8 août (1988), une date propice du point de vue numérologique (8888). L'annonce de celle-ci atteignit les zones rurales et quatre jours avant, les troupes de la Tatmadaw (armée) furent mobilisées. Des pamphlets et des affiches illustrés du paon combattant de l'Union des étudiants de toute la Birmanie firent leur apparition dans les rues de Rangoon. Des comités de grève et de voisinage furent formés sur les conseils des activistes, dont beaucoup avaient été influencés par des mouvements du même genre dans les années 1980. Du 2 au 10 août, des manifestations coordonnées se déroulèrent dans la plupart des villes du pays.

Le paon combattant du drapeau de la Ligue nationale pour la démocratie devint un symbole des manifestations.

Au cours de cette période, des journaux dissidents furent publiés, des bannières ornées du paon combattant déployées, des marches furent organisées et les orateurs publics furent protégés. À Rangoon, les premiers signes du mouvement commencèrent au moment de la pleine lune bouddhiste de Waso à la pagode Shwedagon, lorsque des manifestants étudiants demandèrent du soutien pour leur action. Les comités de grève et de voisinage barricadèrent certains quartiers et accentuèrent la mobilisation. À certains endroits, ils construisirent des estrades improvisées, où des orateurs s'adressaient à la foule et recueillaient des dons pour soutenir les rassemblements.
Dans les premiers jours des manifestations de Rangoon, des activistes contactèrent des juristes et des moines à Mandalay pour les encourager à participer au mouvement. Les étudiants furent rapidement rejoints par des citoyens de toutes origines, y compris employés du gouvernement, moines bouddhistes, membres de l'armée de l'air et de la marine de guerre, agents des douanes, enseignants et personnel hospitalier. Les manifestations de Rangoon devinrent un point focal pour tout le pays, et se reproduisirent dans les capitales des autres États. Dix mille manifestants se rassemblèrent à l'extérieur de la pagode Sule, où ils brûlèrent des effigies de Ne Win et Sein Lwin dans des cercueils ornés de billets de banque démonétisés. D'autres manifestations se déroulèrent dans le pays dans des stades ou des hôpitaux. Des moines de la pagode Sule affirmèrent que la statue du Bouddha avait changé de forme, avec une image dans le ciel au-dessus de sa tête.
Le 3 août, les autorités décrétèrent la loi martiale de 8 à 16 h, et l'interdiction de tout rassemblement de plus de cinq personnes.

### Du 8 au12 août
La grève générale commença comme prévu le 8 août. Des manifestations massives eurent lieu dans toute la Birmanie, rassemblant non seulement des étudiants et des ouvriers, mais aussi des membres des minorités ethniques, des moines bouddhiques, des musulmans, et en général des personnes de tout âge et de toutes conditions. Le premier cortège fit le tour de Rangoon, s'arrêtant pour entendre des discours. Une tribune fut dressée. Puis les manifestants des différents quartiers de Rangoon convergèrent vers le centre. De telles marches eurent lieu chaque jour jusqu'au 19 septembre. À ce moment-là, il n'y avait encore eu qu'un seul mort, un policier chargé du trafic ayant paniqué et tiré dans la foule avant de s'enfuir. Les manifestants embrassaient les chaussures des soldats, pour essayer de les persuader de rejoindre le mouvement, tandis que certains entouraient les officiers pour les protéger de la violence de la foule,. Ces manifestations continuèrent les quatre jours suivants ; le gouvernement, surpris de leur ampleur, promit de prendre en considération leurs demandes « aussitôt que possible ».
Dans la division de Mandalay, le comité de grève était bien organisé et dirigé par des juristes, et la discussion se concentra sur la question du multipartisme et des droits de l'homme. De nombreux participants arrivèrent des villes et des villages voisins. Des agriculteurs particulièrement mécontents de la politique économique du gouvernement rejoignirent les manifestations de Rangoon. Dans un village, 2 000 habitants sur 5 000 se mirent en grève.
Le gouvernement réagit fermement face aux grèves et l'armée tira sur la foule,, selon la menace de Ne Win que l'armée « ne tirerait pas en l'air ». Pour cela, Sein Lwin avait fait venir des milliers de soldats des zones insurgées en renfort. Les manifestants répondirent avec des cocktails Molotov, des épées, des couteaux, des pierres, des fléchettes empoisonnées et des rayons de bicyclette. Lors d'un des affrontements, ils brûlèrent un poste de police et mirent en pièce quatre policiers qui s'enfuyaient. Le 10 août, les soldats ouvrirent le feu à l'intérieur de l'hôpital général de Rangoon, tuant des médecins et des infirmières qui s'occupaient des blessés. La radio d'État de Rangoon annonça que 1 451 « pillards et fauteurs de troubles » avaient été arrêtés.
Les estimations du nombre de victimes des manifestations autour du 8 août varient de quelques centaines à 10 000,, ; les autorités militaires les fixent à environ 95 morts et 240 blessés.

### Du 13 au31 août
L'annonce de la démission soudaine et inexpliquée de Sein Lwin le 12 août troubla et réjouit la plupart des manifestants. Les forces de sécurité firent preuve d'un peu plus de retenue à partir de cette date, particulièrement dans les quartiers entièrement contrôlés par les comités. Le 19 août, la junte plaça un civil à la tête de l'État, Maung Maung, biographe de Ne Win. Maung Maung, docteur en droit, était le seul membre non-militaire du Parti birman du programme socialiste (BSPP) au pouvoir. Sa nomination se traduisit par une brève accalmie dans le cycle manifestation-répression.
Les manifestations reprirent dans tout le pays le 22 août. À Mandalay, elles rassemblèrent 100 000 personnes, dont des moines, et à Sittwe 50 000. Des défilés importants eurent lieu de Taunggyi à Moulmein, ainsi que dans les zones ethniques (particulièrement celles où il y avait eu des actions militaires récentes), où le rouge, couleur symbolique de la démocratie, était présent sur les bannières. Deux jours plus tard, les médecins, les moines, les musiciens, les acteurs, les vétérans de l'armée et les employés du gouvernement rejoignirent le mouvement. Les manifestations commencèrent à échapper au contrôle des comités. Durant cette période, les manifestants se montrèrent de plus en plus méfiants à l'égard des agents infiltrés. Un comité local décapita par erreur un couple soupçonné d'avoir transporté une bombe. De tels incidents ne se produisirent pas à Mandalay, où les manifestations, organisées par des moines et des juristes, étaient plus pacifiques.
Le 26 août, Aung San Suu Kyi, revenue en Birmanie pour s'occuper de sa mère malade, Khin Kyi, ancienne ministre et diplomate birmane, entra en politique en s'adressant à un demi-million de personnes à la pagode Shwedagon. C'est à ce moment-là qu'elle devint un symbole de la lutte en Birmanie, particulièrement aux yeux des Occidentaux. Fille du général Aung San, « père de l'indépendance », elle paraissait une dirigeante naturelle pour le mouvement. Kyi demanda à la foule de ne pas se retourner contre l'armée mais d'obtenir la paix par des moyens non-violents. À cette date, beaucoup de birmans pensaient que le mouvement allait s'achever comme celui des Philippines, où le retour de Cory Aquino avait entraîné la chute du dictateur Ferdinand Marcos en février 1986.
À peu près à cette époque, surnommée « l'été de la démocratie » réapparurent aussi l'ancien Premier ministre U Nu, le général de brigade en retraite Aung Gyi et d'autres anciens dirigeants d'avant 1962.

### Septembre
Au congrès de septembre 1988, 75 % des délégués du parti unique (968 sur 1080) votèrent en faveur d'un système politique multi-parti. Le BSPP annonça l'organisation d'élections, mais les partis d'opposition demandèrent sa démission immédiate et la constitution d'un gouvernement intérimaire chargé d'organiser les élections. Le BSPP rejeta ces deux demandes et les manifestants redescendirent dans la rue le 12 septembre. U Nu proclama un gouvernement provisoire, promettant des élections avant un mois. Pendant ce temps, une partie de la police et de l'armée commença à fraterniser avec les manifestants. Le mouvement était cependant dans l'impasse, dans chacun de ses trois modes d'action : manifestations quotidiennes pour forcer le régime à répondre à ses demandes, appel aux soldats pour qu'ils le rejoignent, appel à la communauté internationale dans l'espoir que des troupes des Nations unies ou des États-Unis interviennent. Des membres de l'armée firent défection, mais en petit nombre, et surtout dans la marine. Stephen Solarz (en), membre de la Chambre des représentants des États-Unis qui avait assisté aux mouvements pro-démocratiques récents aux Philippines (1986) et en Corée du Sud (février 1988), arriva en Birmanie pour encourager le régime à se réformer, suivant la politique du gouvernement américain à l'égard du pays.
À la mi-septembre, les manifestations devinrent plus violentes et anarchiques, les soldats provoquant délibérément des escarmouches, dont ils sortaient facilement vainqueurs. La patience des manifestants diminuait, ainsi que leur confiance dans les promesses de changement graduel.

## Coup d'État et répression
Le 18 septembre 1988, l'armée prit le pouvoir. Le général Saw Maung rejeta la Constitution de 1974 et mit en place le State Law and Order Restoration Council (SLORC, en français : « Conseil d'État pour la restauration de la Loi et de l'Ordre »), « imposant des mesures encore plus draconiennes que celles de Ne Win ». Après l'instauration de la loi martiale, les manifestations furent brutalement écrasées. Le gouvernement annonça à la radio d'État que l'armée avait pris le pouvoir dans l'intérêt du peuple, « afin de mettre un terme à la dégradation de toutes les conditions dans tout le pays ». Les troupes prirent position dans toutes les villes de Birmanie, faisant feu sans discrimination sur les manifestants. Au cours de la première semaine après le coup d'État, 1 000 étudiants, élèves et bonzes furent tués, plus 500 manifestants devant l'ambassade des États-Unis — un cadreur filma la scène et la fit parvenir aux médias internationaux. Saw Maung qualifia les morts de « pillards ». Les manifestants furent poursuivis jusque dans la jungle et certains finirent dans les camps d'entraînement de la guérilla à la frontière thaïlandaise.
Le bilan à la fin du mois de septembre est estimé à environ 3 000 morts et un nombre inconnu de blessés, avec 1 000 morts dans la seule ville de Rangoon. Aung San Suu Kyi lança un appel à l'aide à l'étranger, mais le 21 septembre, le pouvoir avait effectivement repris le contrôle du pays, le mouvement s'effondrant définitivement en octobre. On estime le bilan global pour l'ensemble de l'année 1988 à 10 000 morts — soldats inclus — plus de très nombreux disparus.

## Conséquences

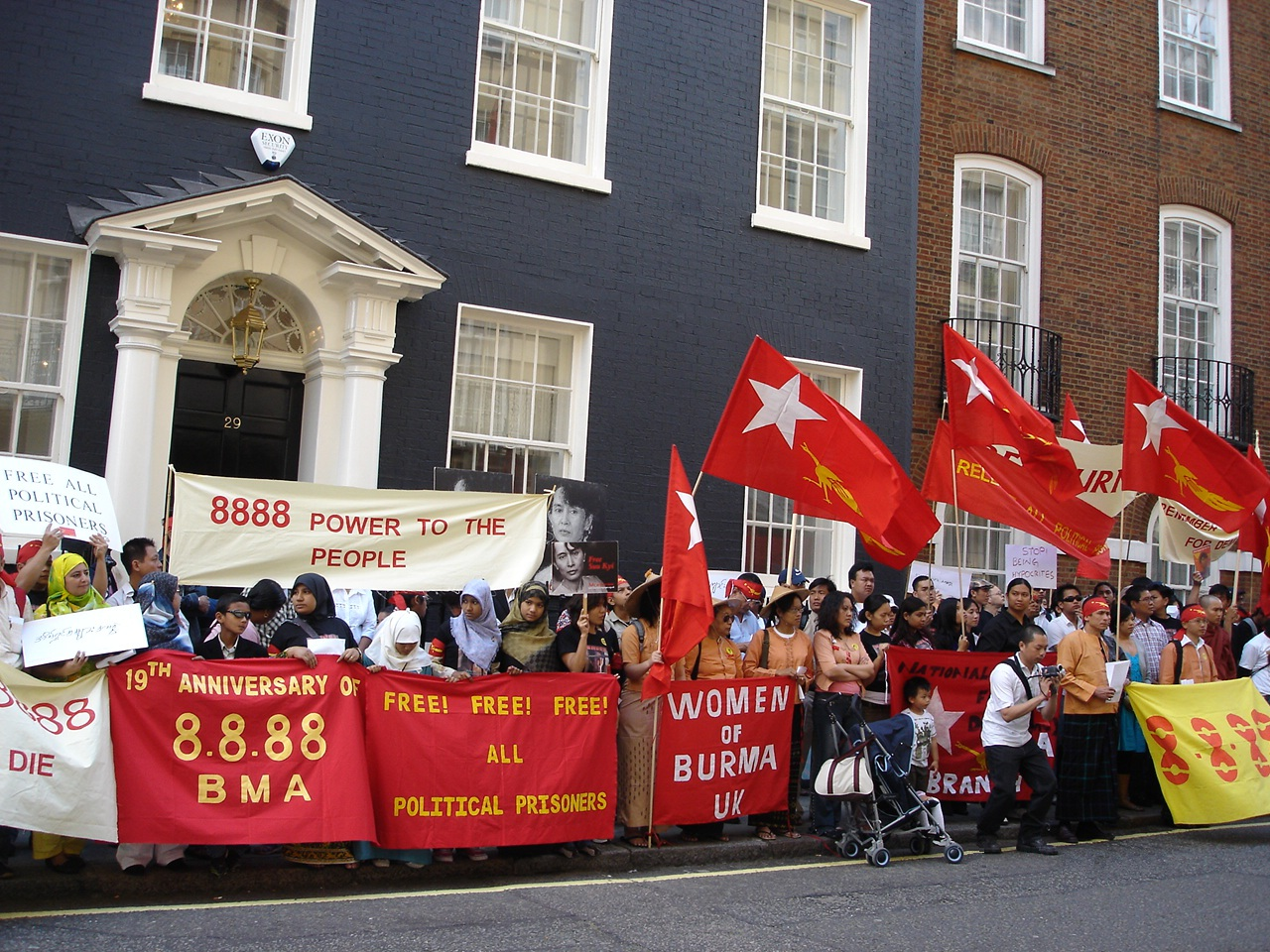
Célébration de l'anniversaire des événements en 2007.

Les gouvernements occidentaux et le Japon interrompirent leur aide et nombreux en Birmanie sont ceux qui pensent que le régime se serait effondré si les Nations unies et les pays voisins avaient refusé de reconnaître le SLORC. L'Inde fut le voisin le plus critique, condamnant la répression, fermant sa frontière et installant des camps de réfugiés le long de celle-ci.
En 1989, 6 000 membres de la Ligue nationale pour la démocratie d'Aung San Suu Kyi se trouvaient en prison, et ceux qui avaient fui vers les zones ethniques, comme dans « l'État » karen du Kawthoolei, rejoignirent les groupes luttant pour l'autodétermination. On estime qu'environ 10 000 avaient fui dans les montagnes contrôlées par des rébellions ethniques comme celles de l'Armée Karen de libération nationale (KNLA), et beaucoup s'engagèrent plus tard dans la lutte armée,.
Après le soulèvement, le SLORC lança une campagne de propagande « maladroite » contre ses organisateurs. Les médias birmans firent l'objet d'un contrôle accru, alors qu'ils avaient été relativement libres durant les événements. Le chef du renseignement militaire, le général Khin Nyunt, donna des conférences de presse en anglais présentant une version favorable au SLORC aux diplomates et aux médias étrangers,. Il décrivit une conspiration de la droite, agissant de concert avec des « étrangers subversifs » pour renverser le régime, et une conspiration de la gauche pour renverser l'État. Cette explication ne convainquit personne.
Entre 1988 et 2000, le gouvernement birman créa 20 musées consacrés au rôle central des forces armées birmanes dans l'Histoire de la Birmanie et augmenta les effectifs de celles-ci de 180 000 à 400 000. Les écoles et les universités restèrent fermés pour prévenir tout nouveau soulèvement. Aung San Suu Kyi, U Tin Oo et Aung Gyi rejetèrent dans un premier temps l'offre du SLORC d'organiser des élections, déclarant qu'elles ne pourraient se tenir librement sous un régime militaire. Lorsqu'elles eurent lieu finalement en 1990, le régime y subit une défaite cinglante et dut les annuler.

## Signification
Aujourd'hui, beaucoup d'expatriés et de birmans de l'intérieur se souviennent et commémorent le mouvement, de même que les étudiants de Thaïlande, chaque 8 août. En 2008, 48 activistes ont été arrêtés en Birmanie pour avoir célébré son vingtième anniversaire. Des poèmes furent écrits par des étudiants ayant participé au mouvement et le film de John Boorman Rangoon est basé sur une histoire vraie survenue durant celui-ci.
Les événements de 1988 prirent évidemment aussi un autre relief lors du mouvement pro-démocratique avorté de 2007.